# Rajtopíky
Rajtopíky je národní přírodní rezervace ve Slovenském ráji.
Nachází se v katastrálním území obcí Harakovce a Dúbrava v okrese Levoča v Prešovském kraji. Území bylo vyhlášeno v roce 1982 na rozloze 119,67 ha. Ochranné pásmo nebylo stanoveno.
NPR je vyhlášena na ochranu lesních a reliktních nelesních xerotermních společenství na dolomitickém podkladu v pohoří Branisko, s fytogeograficky významným výskytem smělku jehlancovitého (Koeleria tristis).